# Under Nineteen
Under Nineteen (hangul: 언더나인틴) é um reality show de sobrevivência produzido e exibido pelo canal de televisão sul-coreano Munhwa Broadcasting Corporation (MBC), cuja estreia ocorreu em 3 de novembro de 2018. No programa, 57 concorrentes do sexo masculino, com idades inferiores a 19 anos, competem para formar um grupo de ídolos, sendo colocados em grupos especializados nas áreas em que mais se encaixam (vocais, rap ou performance). Nove concorrentes serão escolhidos pelo público, e terão a chance de ser o próximo grupo de ídolos de K-pop, que assinará um contrato de um ano com a empresa de entretenimento e gravadora MBK Entertainment.

## Conceito
Under Nineteen apresenta cantores, rappers, dançarinos e, também, trainees (estagiários) de empresas de entretenimento com capacidade de produzir música e coreografia. 57 rapazes, que aspiram ser parte de um grupo masculino, competem por uma vaga no novo grupo de ídolos de K-pop que será formado através do programa. O episódio final reunirá 19 finalistas, no entanto, apenas 9 deles terão a chance de ser parte do próximo grupo de ídolos. O grupo vencedor assinará um contrato de um ano e será gerenciado pela MBK Entertainment.

## Elenco
- Kim So-hyun, apresentadora[5][3]
- Dynamic Duo (Gaeko e Choiza), Diretores de Rap[2][3]
- Crush, Diretor de Canto[6][3]
- Solji, Diretora de Canto, integrante do grupo feminino EXID[7][3]
- Eunhyuk, Diretor de Performance, integrante do grupo masculino Super Junior[2][3]
- Hwang Sang Hoon, Diretor de Performance, coreógrafo e diretor de performance da SM Entertainment[3]

### Diretores Especiais
- Sunday, treinadora vocal da SM Entertainment e integrante do grupo feminino The Grace[8]
- Yesung, integrante do grupo masculino Super Junior[9]
- Yunho, integrante do grupo masculino TVXQ[10]

## Episódios

### Episódio 1 (3 de novembro de 2018)
57 trainees, que pretendem tornarem-se ídolos do K-pop, dividem-se em três grupos de 19 pessoas. As três equipes formadas, Equipe Vocal, Equipe Rap e Equipe Performance, mostram o que podem fazer em sua primeira Avaliação de Ranking. Os diretores assistem e avaliam suas performances e dão a eles uma pontuação. De acordo com suas pontuações, eles são classificados em sua equipe. Esses rankings serão importantes para a primeira missão.

### Episódio 2 (10 de novembro de 2018)
Os trainees das equipes de Rap, Vocais e Performance apresentam-se individualmente para serem classificados dentro de sua equipe. Os trainees competem uns contra os outros e o ranking continua mudando. Após isso, os concorrentes mudam-se para o campo de treinamento, para passarem por sessões especiais de treinamento.

### Episódio 3 (17 de novembro de 2018)
Cada equipe recebe uma música tema para a próxima missão. As partes da canção são divididas entre os membros de acordo com seus rankings. Para o descontentamento de muitos, as partes são dadas, principalmente, para os membros de rankings mais altos. No entanto, eles são informados de que haverá um "Dia do Julgamento", onde os membros podem tomar as partes uns dos outros, através de desafios. Alguns ganharão partes, enquanto outros as  perderão. A Equipe Vocal apresentou a canção "Go Tomorrow", recebendo votos da plateia local e dos espectadores on-line. Após a exibição deste episódio, as músicas temas de equipe tiveram um videoclipe lançado.

### Episódio 4 (24 de novembro de 2018)
Após a apresentação da Equipe Vocal, as duas equipes restantes estão nervosas. Em meio à atmosfera pesada, a Equipe Performance sobe ao palco, e imagens dos ensaios são mostradas. Apesar dos melhores dançarinos estarem na equipe, eles passam por dificuldades e são repreendidos por suas atitudes. É o Dia do Julgamento, e vários concorrentes de baixa classificação desafiam os concorrentes com mais partes, para conseguir uma oportunidade de ser o centro das atenções.

### Episódio 5 (1 de dezembro de 2018)
Faltando apenas dois dias para a apresentação da música tema, a Equipe Rap tem de lidar com muitos problemas. Aos olhos dos diretores, eles não estão preparados para a apresentação, e a tensão provoca uma rixa entre os membros da equipe. Após todas as apresentações, os trainees se reúnem para ouvir os resultados da votação local, e, também, receberem instruções para a segunda missão.

### Episódio 6 (8 de dezembro de 2018)
Em meio à preparação para a segunda Avaliação do Ranking, os 57 trainees se deparam com a realidade de que deverão se despedir de 8 concorrentes. A Equipe Performance foi a vencedora da batalha de música tema, podendo concentrar-se apenas na segunda missão, pois não terá membros eliminados. No entanto, os membros das equipes Rap e Vocal não conseguem ignorar o fato de que podem ser eliminados a qualquer momento.

### Episódio 10 (5 de janeiro de 2019)
Foi o episódio onde ocorreu a final do programa selecionando os 9 membros a debutar no grupo final.

## Concorrentes
Os concorrentes estão dispostos de acordo com a ordem alfabética coreana.
Legenda
- Eliminado no Episódio 6

### Equipe Vocal
| Nome           | Nome   | Idade | Ranking   | Ranking           | Ranking           | Ranking           | Ranking           | Ranking           |
| Nome           | Nome   | Idade | Jurados   | Plateia e On-line | Plateia e On-line | Plateia e On-line | Plateia e On-line | Plateia e On-line |
| Nome           | Nome   | Idade | Ep. 1 e 2 | Ep. 3             | Ep. 4             | Ep. 6             | Ep. 6             | Ep. 7             |
| Romanização    | Hangul | Idade | #         | #                 | #                 | #                 | Votos             | #                 |
| -------------- | ------ | ----- | --------- | ----------------- | ----------------- | ----------------- | ----------------- | ----------------- |
| Kang Jun-hyuck | 강준혁 | 16    | 11        | 7                 | 9                 | 6                 | 147,126           | 7                 |
| Kim Kun        | 김건   | 16    | 18        | 14                | 12                | 14                | 122,430           | 16                |
| Kim Bin        | 김빈   | 18    | 6         | 8                 | 10                | 17                | Desconhecido      | Does not appear   |
| Kim Young-seok | 김영석 | 14    | 3         | 4                 | 8                 | 11                | 133,180           | 14                |
| Kim Young-won  | 김영원 | 17    | 4         | 6                 | 5                 | 8                 | 145,664           | 6                 |
| Kim Jung-woo   | 김정우 | 18    | 7         | 3                 | 7                 | 12                | 127,188           | 13                |
| Kim Tae-woo    | 김태우 | 18    | 19        | 13                | 4                 | 5                 | 156,742           | 8                 |
| Bae Hyeon-jun  | 배현준 | 14    | 13        | 10                | 17                | 7                 | 146,603           | 5                 |
| Shin Ye-chan   | 신예찬 | 16    | 2         | 2                 | 2                 | 2                 | 187,996           | 2                 |
| Yoon Do-yeon   | 윤도연 | 17    | 9         | 15                | 11                | 19                | Desconhecido      | Does not appear   |
| Yoon Tae-kyung | 윤태경 | 16    | 16        | 9                 | 15                | 4                 | 171,191           | 1                 |
| Lee Dong-joon  | 이동준 | 18    | 17        | 19                | 18                | 15                | 122,108           | 11                |
| Lee Jae-eok    | 이재억 | 17    | 12        | 12                | 6                 | 9                 | 135,778           | 15                |
| Lim Youn-seo   | 임윤서 | 17    | 15        | 16                | 13                | 10                | 135,200           | 12                |
| Lim Hyeong-bin | 임형빈 | 16    | 8         | 17                | 14                | 16                | 121,060           | 9                 |
| Jeon Chan-bin  | 전찬빈 | 16    | 14        | 18                | 16                | 13                | 126,091           | 10                |
| Jung Jin-sung  | 정진성 | 15    | 5         | 1                 | 1                 | 1                 | 203,940           | 3                 |
| Jay Chang      | 제이창 | 16    | 10        | 11                | 19                | 18                | Desconhecido      | Does not appear   |
| Ji Jin-seok    | 지진석 | 19    | 1         | 5                 | 3                 | 3                 | 176,323           | 4                 |

### Equipe Rap
| Nome             | Nome   | Idade | Ranking   | Ranking           | Ranking           | Ranking           | Ranking           | Ranking           |
| Nome             | Nome   | Idade | Jurados   | Plateia e On-line | Plateia e On-line | Plateia e On-line | Plateia e On-line | Plateia e On-line |
| Nome             | Nome   | Idade | Ep. 1 e 2 | Ep. 3             | Ep. 4             | Ep. 6             | Ep. 6             | Ep. 7             |
| Romanização      | Hangul | Idade | #         | #                 | #                 | #                 | Votos             | #                 |
| ---------------- | ------ | ----- | --------- | ----------------- | ----------------- | ----------------- | ----------------- | ----------------- |
| Koo Han-seo      | 구한서 | 15    | 19        | 11                | 13                | 14                | 89,673            | 13                |
| Kim Sung-ho      | 김성호 | 17    | 6         | 5                 | 15                | 4                 | 140,395           | 1                 |
| Kim Ye-joon      | 김예준 | 16    | 5         | 2                 | 8                 | 5                 | 122,473           | 8                 |
| Kim Jun-jae      | 김준재 | 17    | 18        | 15                | 10                | 19                | Desconhecido      | Does not appear   |
| Nam Do-hyon      | 남도현 | 13    | 16        | 3                 | 17                | 12                | 96,920            | 9                 |
| Park Sung-won    | 박성원 | 14    | 12        | 7                 | 5                 | 9                 | 112,358           | 5                 |
| Park Jin-oh      | 박진오 | 16    | 3         | 10                | 6                 | 10                | 99,762            | 12                |
| Bang Jun-hyuk    | 방준혁 | 13    | 9         | 1                 | 1                 | 2                 | 172,678           | 3                 |
| Yoo Yong-ha      | 유용하 | 18    | 14        | 16                | 12                | 11                | 99,454            | 6                 |
| Lee Min-woo      | 이민우 | 16    | 10        | 18                | 14                | 16                | Desconhecido      | Does not appear   |
| Lee Sang-min     | 이상민 | 15    | 11        | 13                | 9                 | 7                 | 117,870           | 4                 |
| Lee Ye-chan      | 이예찬 | 12    | 4         | 6                 | 2                 | 3                 | 151,232           | 11                |
| Lee Jun-hwan     | 이준환 | 18    | 8         | 19                | 16                | 17                | Desconhecido      | Does not appear   |
| Jang Rui         | 장루이 | 17    | 7         | 14                | 18                | 13                | 93,947            | 14                |
| Chang Min-su     | 장민수 | 16    | 15        | 9                 | 11                | 18                | Desconhecido      | Does not appear   |
| Jeong Taek-hyeon | 정택현 | 14    | 13        | 4                 | 4                 | 8                 | 115,959           | 10                |
| Jung Hyun-jun    | 정현준 | 17    | 2         | 8                 | 7                 | 6                 | 121,630           | 7                 |
| Choi Soo-min     | 최수민 | 17    | 1         | 12                | 3                 | 1                 | 173,601           | 2                 |
| Choi Yong-hun    | 최용훈 | 18    | 17        | 17                | 19                | 15                | Desconhecido      | Does not appear   |

### Equipe Performance
| Nome            | Nome       | Idade | Ranking   | Ranking           | Ranking           | Ranking           | Ranking           | Ranking           |
| Nome            | Nome       | Idade | Jurados   | Plateia e On-line | Plateia e On-line | Plateia e On-line | Plateia e On-line | Plateia e On-line |
| Nome            | Nome       | Idade | Ep. 1 e 2 | Ep. 3             | Ep. 4             | Ep. 6             | Ep. 6             | Ep. 7             |
| Romanização     | Hangul     | Idade | #         | #                 | #                 | #                 | Votos             | #                 |
| --------------- | ---------- | ----- | --------- | ----------------- | ----------------- | ----------------- | ----------------- | ----------------- |
| Kim Kang-min    | 김강민     | 16    | 12        | 6                 | 6                 | 9                 | 135,529           | 17                |
| Kim Shi-hyun    | 김시현     | 19    | 19        | 2                 | 2                 | 2                 | 208,842           | 4                 |
| Kim Jun-seo     | 김준서     | 16    | 16        | 5                 | 5                 | 5                 | 168,313           | 8                 |
| Min             | 민         | 17    | 8         | 9                 | 10                | 11                | 123,525           | 14                |
| Park Si-young   | 박시영     | 14    | 17        | 10                | 9                 | 10                | 133,118           | 7                 |
| Son Jin-ha      | 손진하     | 16    | 3         | 15                | 16                | 15                | 93,008            | 10                |
| Song Byeong-hee | 송병희     | 16    | 6         | 7                 | 7                 | 8                 | 141,905           | 13                |
| Song Jae-won    | 송재원     | 16    | 14        | 8                 | 8                 | 7                 | 143,868           | 6                 |
| Suren           | 수런       | 13    | 2         | 4                 | 4                 | 4                 | 177,299           | 12                |
| Shin Chan-bin   | 신찬빈     | 16    | 9         | 11                | 12                | 12                | 113,348           | 15                |
| Eddie           | 에디       | 19    | 1         | 14                | 14                | 16                | 91,936            | 19                |
| Oh Da-han       | 오다한     | 16    | 18        | 19                | 19                | 17                | 82,391            | 9                 |
| Wumuti          | 우무티     | 18    | 10        | 1                 | 1                 | 1                 | 285,524           | 1                 |
| Lee Seung-hwan  | 이승환     | 17    | 15        | 12                | 11                | 6                 | 151,238           | 3                 |
| Lee Jong-won    | 이종원     | 13    | 5         | 16                | 15                | 13                | 106,310           | 5                 |
| Jeon Do-yum     | 전도염     | 15    | 4         | 3                 | 3                 | 3                 | 207,235           | 2                 |
| Jeong Won-beom  | 정원범     | 18    | 11        | 18                | 18                | 19                | 73,360            | 18                |
| Kosuke          | 코스케     | 17    | 7         | 13                | 13                | 14                | 103,367           | 16                |
| Christian       | 크리스티안 | 18    | 13        | 17                | 17                | 18                | 76,018            | 11                |

## Competições

### Competição de Música Tema (Episódios 3–5)
| # | Equipe      | Canção         | Votes |
| - | ----------- | -------------- | ----- |
| 1 | Performance | "We Are Young" | 253   |
| 2 | Vocal       | "Go Tomorrow"  | 201   |
| 3 | Rap         | "Friends"      | 185   |

### Competição de Posição (Episódio 6–)
Legenda
- Líder

| Equipe      | Grupo | Artista Original | Canção          | Concorrentes     | Votos | Votos totais |
| ----------- | ----- | ---------------- | --------------- | ---------------- | ----- | ------------ |
| Vocal       | A     | BTS              | "I Need U"      | Kang Jun-hyuck   | 214   |              |
| Vocal       | A     | BTS              | "I Need U"      | Kim Jung-woo     | 214   |              |
| Vocal       | A     | BTS              | "I Need U"      | Lim Hyeong-bin   | 214   |              |
| Vocal       | A     | BTS              | "I Need U"      | Jeon Chan-bin    | 214   |              |
| Vocal       | A     | BTS              | "I Need U"      | Jung Jin-sung    | 214   |              |
| Vocal       | A     | BTS              | "I Need U"      | Ji Jin-seok      | 214   |              |
| Vocal       | B     | EXO              | "Love Me Right" | Kim Kun          |       |              |
| Vocal       | B     | EXO              | "Love Me Right" | Kim Young-seok   |       |              |
| Vocal       | B     | EXO              | "Love Me Right" | Kim Young-won    |       |              |
| Vocal       | B     | EXO              | "Love Me Right" | Kim Tae-woo      |       |              |
| Vocal       | B     | EXO              | "Love Me Right" | Bae Hyeon-jun    |       |              |
| Vocal       | B     | EXO              | "Love Me Right" | Shin Ye-chan     |       |              |
| Vocal       | B     | EXO              | "Love Me Right" | Yoon Tae-kyung   |       |              |
| Vocal       | B     | EXO              | "Love Me Right" | Lee Dong-joon    |       |              |
| Vocal       | B     | EXO              | "Love Me Right" | Lee Jae-eok      |       |              |
| Vocal       | B     | EXO              | "Love Me Right" | Lim Youn-seo     |       |              |
| Rap         | A     | Block B          | "HER"           | Kim Sung-ho      | 236   |              |
| Rap         | A     | Block B          | "HER"           | Park Sung-won    | 236   |              |
| Rap         | A     | Block B          | "HER"           | Bang Jun-hyuk    | 236   |              |
| Rap         | A     | Block B          | "HER"           | Jang Rui         | 236   |              |
| Rap         | A     | Block B          | "HER"           | Jung Hyun-jun    | 236   |              |
| Rap         | A     | Block B          | "HER"           | Choi Soo-min     | 236   |              |
| Rap         | B     | NCT U            | "Boss"          | Koo Han-seo      |       |              |
| Rap         | B     | NCT U            | "Boss"          | Kim Ye-joon      |       |              |
| Rap         | B     | NCT U            | "Boss"          | Nam Do-hyon      |       |              |
| Rap         | B     | NCT U            | "Boss"          | Park Jin-oh      |       |              |
| Rap         | B     | NCT U            | "Boss"          | Yoo Yong-ha      |       |              |
| Rap         | B     | NCT U            | "Boss"          | Lee Sang-min     |       |              |
| Rap         | B     | NCT U            | "Boss"          | Lee Ye-chan      |       |              |
| Rap         | B     | NCT U            | "Boss"          | Jeong Taek-hyeon |       |              |
| Performance | A     | Block B          | "HER"           | Kim Kang-min     | 223   |              |
| Performance | A     | Block B          | "HER"           | Park Si-young    | 223   |              |
| Performance | A     | Block B          | "HER"           | Song Byeong-hee  | 223   |              |
| Performance | A     | Block B          | "HER"           | Song Jae-won     | 223   |              |
| Performance | A     | Block B          | "HER"           | Suren            | 223   |              |
| Performance | A     | Block B          | "HER"           | Shin Chan-bin    | 223   |              |
| Performance | A     | Block B          | "HER"           | Eddie            | 223   |              |
| Performance | A     | Block B          | "HER"           | Oh Da-han        | 223   |              |
| Performance | A     | Block B          | "HER"           | Lee Seung-hwan   | 223   |              |
| Performance | A     | Block B          | "HER"           | Christian        | 223   |              |
| Performance | B     | VIXX             | "Shangri-La"    | Kim Shi-hyun     |       |              |
| Performance | B     | VIXX             | "Shangri-La"    | Kim Jun-seo      |       |              |
| Performance | B     | VIXX             | "Shangri-La"    | Min              |       |              |
| Performance | B     | VIXX             | "Shangri-La"    | Son Jin-ha       |       |              |
| Performance | B     | VIXX             | "Shangri-La"    | Wumuti           |       |              |
| Performance | B     | VIXX             | "Shangri-La"    | Lee Jong-won     |       |              |
| Performance | B     | VIXX             | "Shangri-La"    | Jeon Do-yum      |       |              |
| Performance | B     | VIXX             | "Shangri-La"    | Jeong Won-beom   |       |              |
| Performance | B     | VIXX             | "Shangri-La"    | Kosuke           |       |              |

## Discografia

### Singles
| Título       | Ano  | Artista            |
| ------------ | ---- | ------------------ |
| Go Tomorrow  | 2018 | Equipe Vocal       |
| Friends      | 2018 | Equipe Rap         |
| We Are Young | 2018 | Equipe Performance |

## Audiência
Na tabela, os números azuis representam as menores audiências, enquanto os números vermelhos representam as maiores audiências.
| Episódio | Data de transmissão    | Média de participação do público | Média de participação do público |
| Episódio | Data de transmissão    | AGB Nielsen                      | AGB Nielsen                      |
| Episódio | Data de transmissão    | Nacional                         | Região Metropolitana de Seul     |
| -------- | ---------------------- | -------------------------------- | -------------------------------- |
| 1        | 3 de novembro de 2018  | 2.2%                             |                                  |
| 2        | 10 de novembro de 2018 | 1.7%                             |                                  |
| 3        | 17 de novembro de 2018 | 1.9%                             |                                  |
| 4        | 24 de novembro de 2018 | 1.5%                             |                                  |
| 5        | 1 de dezembro de 2018  | 1.2%                             |                                  |
| 6        | 8 de dezembro de 2018  | 1.4%                             |                                  |
| 7        | 15 de dezembro de 2018 |                                  |                                  |